# Mendoncia tetragona
Mendoncia tetragona är en akantusväxtart som beskrevs av Emery Clarence Leonard. Mendoncia tetragona ingår i släktet Mendoncia och familjen akantusväxter. Inga underarter finns listade i Catalogue of Life.